# The Complete Village Vanguard Sessions
Albums de Art Pepper
No Limit
(1977) The Gauntlet / L'Epreuve de force
(1977)
The Complete Village Vanguard Sessions est un album d'Art Pepper.

## Le coffret
Le coffret contient l'intégralité des neuf concerts qu'Art Pepper effectua les 28, 29 et 30 juillet 1977. Le groupe est constitué de George Cables au piano, de George Mraz à la contrebasse, tous deux âgés de 32 ans et d'Elvin Jones à la batterie, alors âgé de 49 ans. Art Pepper a 51 ans et enregistre son premier disque live.
Les titres sont sortis de façon éparses sur Thursday Night At The Village Vanguard, Friday Night At The Village Vanguard, Saturday Night At The Village Vanguard, More For Les: At The Village Vanguard, Vol. 4 et Art Pepper Live At The Village Vanguard. Bizarrement, les titres présent sur le Thursday… par exemple n'ont pas tous été enregistrés le jeudi et ceci est vrai pour tous les CD.
C'est John Snyder, fan d'Art Pepper et directeur chez Horizon Records, le label jazz d'A&M, qui organisa cette série de concerts. Art avait été à New York très jeune avec le groupe de Stan Kenton, puis plus âgé avec le groupe de Buddy Rich mais la drogue, la prison et la maladie l'avaient coincées en Californie presque toute sa vie. John Snyder organisa toute la tournée, s'occupa de la publicité, réserva les clubs et engagea les sidemen à Toronto, New York, Boston, Chicago et Dayton, Ohio avec une halte au '77 Newport Festival.
Le pianiste et le bassiste initialement prévus ont rapidement révélé leurs limites pour jouer la musique d'Art Pepper et c'est George Cables, avec qui Art avait déjà enregistré deux fois, et George Mraz qui furent choisis. C'est Lester Koenig qui suggéra Elvin Jones.
My Friend John est en hommage à John Snyder et Blues For Heard en hommage à John Heard.

## Titres
- 9CCD-4417-2
  - Vol 1
    - CD 1
      - 01. Spoken Introduction 01:01
      - 02. Blues For Heard 12:21
      - 03. Spoken Introduction 00:40
      - 04. Scrapple From The Apple 11:35
      - 05. Spoken Introduction 00:15
      - 06. But Beautiful 10:54
      - 07. Spoken Introduction 00:23
      - 08. My Friend John 09:39
      - 09. Spoken Introduction 00:30
      - 10. Cherokee 16:35
      - 11. Blues For Heard 05:51

    - CD 2
      - 01. Spoken Introduction 01:41
      - 02. For Freddie 14:32
      - 03. Spoken Introduction 00:48
      - 04. Valse Triste 11:27
      - 05. Spoken Introduction 00:22
      - 06. Live At The Vanguard 18:55
      - 07. Spoken Introduction 00:21
      - 08. Caravan 17:00
      - 09. Blues For Heard 02:30

  - Vol 2
    - CD 3
      - 01. Spoken Introduction 00:26
      - 02. Over The Rainbow 06:52
      - 03. Spoken Introduction 00:29
      - 04. The Trip 12:38
      - 05. Blues For Les 11:57
      - 06. A Night In Tunisia 09:03

    - CD 4
      - 01. Spoken Introduction 01:26
      - 02. No Limit 13:34
      - 03. Spoken Introduction 00:13
      - 04. Valse Triste 12:22
      - 05. Spoken Introduction 00:47
      - 06. My Friend John 11:43
      - 07. Spoken Introduction 00:26
      - 08. You Go To My Head 12:16
      - 09. Cherokee 16:03
      - 10. Blues For Heard 04:20

  - Vol 3
    - CD 5
      - 01. Count-Off 00:04 et Blues For Heard 18:41
      - 02. Anthropology 14:38
      - 03. These Foolish Things 08:53
      - 04. For Freddie 12:49
      - 05. Blues For Heard 05:38

    - CD 6
      - 01. Spoken Introduction 01:18
      - 02. Las Cuevas De Mario 14:30
      - 03. Spoken Introduction 00:13
      - 04. Stella By Starlight 17:50
      - 05. Spoken Introduction 00:15
      - 06. Goodbye 14:40
      - 07. Spoken Introduction 00:16
      - 08. Vanguard Max 13:51
      - 09. Blues For Heard 03:27

  - Vol 4
    - CD 7
      - 01. Count-Off 00:02 et Vanguard Max 12:44
      - 02. Spoken Introduction 00:39
      - 03. Las Cuevas De Mario 11:20
      - 04. Spoken Introduction 00:59
      - 05. Goodbye 12:16
      - 06. Spoken Introduction 00:27
      - 07. For Freddie 10:42
      - 08. Blues For Heard 06:50

    - CD 8
      - 01. Announcement And False Start 00:55
      - 02. My Friend John 12:35
      - 03. Spoken Introduction 00:45
      - 04. More For Les 16:14
      - 05. Cherokee 21:05
      - 06. Blues For Heard 06:57

  - Vol 5
    - CD 9
      - 01. Count-Off 00:02 and For Freddie 09:21
      - 02. More For Les 09:34
      - 03. Caravan 13:56
      - 04. Labyrinth 12:35
      - 05. My Friend John 09:08
- CD1 2, 8, CD2 4, CD3 5, CD7 5 et leurs éventuelles introductions sont sortis à l'origine sur Thursday Night At The Village Vanguard (S-7642-OJCCD-694-2).
- CD1 4, CD3 2, CD4 2, CD5 3, CD8 4 et leurs éventuelles introductions sont sortis à l'origine sur More For Les: At The Village Vanguard, Vol. 4 (C-7650-OJCCD-697-2).
- CD1 6, CD3 6, CD7 3, CD9 3, 4 et leurs éventuelles introductions sont sortis à l'origine sur Friday Night At The Village Vanguard (S-7643/OJCCD-695-2).
- CD3 4, CD4 8, 9, CD7 7 et leurs éventuelles introductions sont sortis à l'origine sur Saturday Night At The Village Vanguard (S-7644/OJCCD-696-2).
- CD5 2, CD7 1 et leurs éventuelles introductions sont sortis à l'origine sur Art Pepper Live At The Village Vanguard (VDP-5043-6).

## More For Les: At The Vanguard, Vol. 4
- OJCCD-697-2 (C-7650)
  - 01. Introduction 00:53
  - 02. No Limit 13:04
  - 03. These Foolish Things 08:14
  - 04. Introduction 00:33
  - 05. More For Les 15:33
  - 06. Over The Rainbow 06:51
  - 07. Scrapple From The Apple 11:34

## Personnel
- Art Pepper (ts et as, cl), George Cables (p), George Mraz (b), Elvin Jones (d).

## Dates et lieux
- Village Vanguard, New York City,  New York
- 28 juillet 1977 :
- CD 1 : 1er set (1er show)
- CD 2 : 2e set (2e show)
- CD 3 : 3e set (3e show)
- 29 juillet 1977 :
- CD 4 : 1er set (4e show)
- CD 5 : 2e set (5e show)
- CD 6 : 3e set (6e show)
- 30 juillet 1977 :
- CD 7 : 1er set (7e show)
- CD 8 : 2e set (8e show)
- CD 9 : 3e set (9e show)

## Chronologie
- 1er septembre 1925 : Naissance d'Art Pepper
- 9 septembre 1927 : Naissance d'Elvin Jones
- 9 septembre 1944 : Naissance de George Mraz
- 14 novembre 1944 : Naissance de George Cables
- 28 juillet 1977 : Enregistrement de The Complete Village Vanguard Sessions
- 29 juillet 1977 : Enregistrement de The Complete Village Vanguard Sessions
- 30 juillet 1977 : Enregistrement de The Complete Village Vanguard Sessions
- 15 juin 1982 : Décès d'Art Pepper
- 18 mai 2004 : Décès d'Elvin Jones

## CD références
- 1995 Contemporary Records - 9CCD-4417-2
- 1992 Contemporary Records - OJCCD-697-2 (C-7650)